# Велоспорт на літніх Олімпійських іграх 2024
Змагання з велоспорту на літніх Олімпійських іграх 2024 у Парижі тривали з 27 липня до 11 серпня в чотирьох різних місцях: Єнський міст (велоперегони на шосе), Національний велодром (велоперегони на треку і гонки BMX), Пагорб Еланкур (маунтінбайк), Площа Згоди (BMX-фрістайл). Було розіграно 22 комплекти нагород у п'яти видах.

## Розклад змагань
| З/П | Попередні заїзди/посів | ¼ | Чвертьфінали | ½ | Півфінали | Ф | Фінал |

| Дисципліна↓/Дата →                 | Суб 27 | Нед 28 | Пон 29 | Вів 30 | Сер 31 | Чет 1 | Чет 1 | П'ят 2 | П'ят 2 | Суб 3 | Нед 4 |
| ---------------------------------- | ------ | ------ | ------ | ------ | ------ | ----- | ----- | ------ | ------ | ----- | ----- |
| BMX                                |        |        |        |        |        |       |       |        |        |       |       |
| Чоловіки, фрістайл                 |        |        |        | П      | Ф      |       |       |        |        |       |       |
| Чоловіки, BMX-гонки                |        |        |        |        |        | ¼     | LC    | ½      | Ф      |       |       |
| Жінки, фрістайл                    |        |        |        | П      | Ф      |       |       |        |        |       |       |
| Жінки, BMX-гонки                   |        |        |        |        |        | ¼     | LC    | ½      | Ф      |       |       |
| Маунтінбайк                        |        |        |        |        |        |       |       |        |        |       |       |
| маунтінбайк (чоловіки)             |        |        | Ф      |        |        |       |       |        |        |       |       |
| маунтінбайк (жінки)                |        | Ф      |        |        |        |       |       |        |        |       |       |
| Велперегони на шосе                |        |        |        |        |        |       |       |        |        |       |       |
| групова шосейна гонка (чоловіки)   |        |        |        |        |        |       |       |        |        | Ф     |       |
| роздільна шосейна гонка (чоловіки) | Ф      |        |        |        |        |       |       |        |        |       |       |
| групова шосейна гонка (жінки)      |        |        |        |        |        |       |       |        |        |       | Ф     |
| роздільна шосейна гонка (жінки)    | Ф      |        |        |        |        |       |       |        |        |       |       |

| Дисципліна↓/Дата →                       | Пон 5 | Пон 5 | Пон 5 | Вів 6 | Вів 6 | Сер 7 | Сер 7 | Чет 8 | Чет 8 | Чет 8 | Чет 8 | П'ят 9 | П'ят 9 | Суб 10 | Суб 10 | Нед 11 | Нед 11 | Нед 11 | Нед 11 |
|                                          | В     | В     | В     | В     | В     | Р     | В     | В     | В     | В     | В     | Р      | В      | В      | В      | В      | В      | В      | В      |
| ---------------------------------------- | ----- | ----- | ----- | ----- | ----- | ----- | ----- | ----- | ----- | ----- | ----- | ------ | ------ | ------ | ------ | ------ | ------ | ------ | ------ |
| спринт (чоловіки)                        |       |       |       |       |       | З     | З     | ¼     | ¼     | ¼     | ¼     | ½      | Ф      |        |        |        |        |        |        |
| командний спринт (чоловіки)              | З     | З     | З     | ½     | Ф     |       |       |       |       |       |       |        |        |        |        |        |        |        |        |
| кейрін (чоловіки)                        |       |       |       |       |       |       |       |       |       |       |       |        |        | З      |        | ¼      | ¼      | ½      | Ф      |
| командна гонка переслідування (чоловіки) | З     | З     | З     | ½     | ½     |       | Ф     |       |       |       |       |        |        |        |        |        |        |        |        |
| омніум (чоловіки)                        |       |       |       |       |       |       |       | СГ    | ТГ    | ГВ    | ГО    |        |        |        |        |        |        |        |        |
| медісон (чоловіки)                       |       |       |       |       |       |       |       |       |       |       |       |        |        | Ф      | Ф      |        |        |        |        |
| спринт (жінки)                           |       |       |       |       |       |       |       |       |       |       |       | З      | З      | З      | ¼      | ½      | ½      | Ф      | Ф      |
| командний спринт (жінки)                 | З     | ½     | Ф     |       |       |       |       |       |       |       |       |        |        |        |        |        |        |        |        |
| кейрін (жінки)                           |       |       |       |       |       | З     |       | ¼     | ¼     | ½     | Ф     |        |        |        |        |        |        |        |        |
| командна гонка переслідування (жінки)    |       |       |       | З     | З     | ½     | Ф     |       |       |       |       |        |        |        |        |        |        |        |        |
| омніум (жінки)                           |       |       |       |       |       |       |       |       |       |       |       |        |        |        |        | СГ     | ТГ     | ГВ     | ГО     |
| медісон (жінки)                          |       |       |       |       |       |       |       |       |       |       |       | Ф      | Ф      |        |        |        |        |        |        |

## Медальний залік

### Таблиця медалей
*   Країна-господарка (Франція)
| Місце                | NOC                             | Золото | Срібло | Бронза | Загалом |
| -------------------- | ------------------------------- | ------ | ------ | ------ | ------- |
| 1                    | Франція*                        | 3      | 3      | 3      | 9       |
| 2                    | Нідерланди                      | 3      | 3      | 1      | 7       |
| 3                    | Австралія                       | 3      | 2      | 3      | 8       |
| 4                    | США                             | 3      | 2      | 1      | 6       |
| 5                    | Велика Британія                 | 2      | 5      | 4      | 11      |
| 6                    | Нова Зеландія                   | 2      | 2      | 1      | 5       |
| 7                    | Бельгія                         | 2      | 0      | 3      | 5       |
| 8                    | Італія                          | 1      | 2      | 1      | 4       |
| 9                    | Португалія                      | 1      | 1      | 0      | 2       |
| 10                   | Аргентина                       | 1      | 0      | 0      | 1       |
| 10                   | Китай                           | 1      | 0      | 0      | 1       |
| 12                   | Німеччина                       | 0      | 1      | 1      | 2       |
| 13                   | Польща                          | 0      | 1      | 0      | 1       |
| 14                   | Данія                           | 0      | 0      | 1      | 1       |
| 14                   | Південно-Африканська Республіка | 0      | 0      | 1      | 1       |
| 14                   | Швейцарія                       | 0      | 0      | 1      | 1       |
| 14                   | Швеція                          | 0      | 0      | 1      | 1       |
| Загалом (17 збірних) | Загалом (17 збірних)            | 22     | 22     | 22     | 66      |

### Шосейний велоспорт
| Дисципліна                         | Золото                   | Срібло                           | Бронза                   |
| ---------------------------------- | ------------------------ | -------------------------------- | ------------------------ |
| групова шосейна гонка (чоловіки)   | Ремко Евенепул · Бельгія | Валентен Мадуа · Франція         | Крістоф Ляпорт · Франція |
| роздільна шосейна гонка (чоловіки) | Ремко Евенепул · Бельгія | Філіппо Ганна · Італія           | Ваут ван Ерт · Бельгія   |
| групова шосейна гонка (жінки)      | Крістен Фолкнер · США    | Маріанне Вос · Нідерланди        | Лотте Копецкі · Бельгія  |
| роздільна шосейна гонка (жінки)    | Ґрейс Бравн · Австралія  | Анна Гендерсон · Велика Британія | Хлоя Дагерт · США        |

### Велоперегони на треку

#### Чоловіки
| Дисципліна                    | Золото                                                                 | Срібло                                                                              | Бронза                                                                    |
| ----------------------------- | ---------------------------------------------------------------------- | ----------------------------------------------------------------------------------- | ------------------------------------------------------------------------- |
| Спринт                        | Гаррі Лаврейсен · Нідерланди                                           | Метью Річардсон · Австралія                                                         | Джек Карлін · Велика Британія                                             |
| командний спринт              | Нідерланди (NED) Рой ван ден Берг Гаррі Лаврейсен Джефрі Гогланд       | Велика Британія (GBR) Ед Лав Гаміш Тернбулл Джек Карлін                             | Австралія (AUS) Лей Гоффман Метью Річардсон Метью Ґлетцер                 |
| Кейрін                        | Гаррі Лаврейсен · Нідерланди                                           | Метью Річардсон · Австралія                                                         | Метью Ґлетцер · Австралія                                                 |
| Медісон                       | Португалія (POR) Юрі Лейтан Руй Олівейра                               | Італія (ITA) Сімоне Консонні Елія Вівіані                                           | Данія (DEN) Ніклас Ларсен Міхаель Меркев                                  |
| Омніум                        | Бенжамен Тома · Франція                                                | Юрі Лейтан · Португалія                                                             | Фабіо ван ден Боссхе · Бельгія                                            |
| командна гонка переслідування | Австралія (AUS) Олівер Бледдін Конор Лігі Келланд О'Браєн Сем Велсфорд | Велика Британія (GBR) Денієл Біґем Етан Гейтер Чарлі Тенфілд Етан Вернон Олівер Вуд | Італія (ITA) Сімоне Консонні Філіппо Ганна Франческо Ламон Джонатан Мілан |

#### Жінки
| Дисципліна                    | Золото                                                              | Срібло                                                                    | Бронза                                                                      |
| ----------------------------- | ------------------------------------------------------------------- | ------------------------------------------------------------------------- | --------------------------------------------------------------------------- |
| Спринт                        | Еллесс Ендрюс · Нова Зеландія                                       | Леа Фрідріх · Німеччина                                                   | Емма Фінукейн · Велика Британія                                             |
| командний спринт              | Велика Британія (GBR) Кеті Марчант Софі Кейпвелл Емма Фінукейн      | Нова Зеландія (NZL) Ребекка Петч Шаан Фултон Еллесс Ендрюс                | Німеччина (GER) Пауліне Грабош Емма Гінце Леа Софі Фрідріх                  |
| Кейрін                        | Еллесс Ендрюс · Нова Зеландія                                       | Гетті ван де Ваув · Нідерланди                                            | Емма Фінукейн · Велика Британія                                             |
| Медісон                       | Італія (ITA) К'яра Консонні Вітторія Гвацціні                       | Велика Британія (GBR) Елінор Баркер Ніа Еванс                             | Нідерланди (NED) Майке ван дер Дейн Ліса ван Белле                          |
| Омніум                        | Дженіфер Валенте · США                                              | Дарія Пікулік · Польща                                                    | Еллі Волластон · Нова Зеландія                                              |
| командна гонка переслідування | США (USA) Дженіфер Валенте Лілі Вільямс Хлоя Дагерт Крістен Фолкнер | Нова Зеландія (NZL) Еллі Волластон Брайоні Бота Емілі Ширман Ніколь Шилдз | Велика Британія (GBR) Елінор Баркер Джосі Найт Анна Морріс Джессіка Робертс |

### Маунтінбайк
| Дисципліни             | Золото                       | Срібло                     | Бронза                                         |
| ---------------------- | ---------------------------- | -------------------------- | ---------------------------------------------- |
| маунтінбайк (чоловіки) | Том Підкок · Велика Британія | Віктор Корецький · Франція | Алан Хазерлі · Південно-Африканська Республіка |
| маунтінбайк (жінки)    | Полін Ферран-Прево · Франція | Гейлі Баттен · США         | Єнні Ріссведс · Швеція                         |

### BMX
| Дисципліни              | Золото                       | Срібло                         | Бронза                   |
| ----------------------- | ---------------------------- | ------------------------------ | ------------------------ |
| BMX-гонки (чоловіки)    | Жоріс Доде · Франція         | Сильвен Андре · Франція        | Ромен Майо · Франція     |
| BMX-гонки (жінки)       | Сая Сакакібара · Австралія   | Манон Венстра · Нідерланди     | Зое Классенс · Швейцарія |
| BMX-фрістайл (чоловіки) | Хосе Торрес Хіль · Аргентина | Кіран Рейллі · Велика Британія | Антоні Жанжан · Франція  |
| BMX-фрістайл (жінки)    | Ден Явень · Китай            | Перріс Бенеґас · США           | Наталія Дім · Австралія  |